# Svenska Mästerskapet 1897
Il Campionato svedese di calcio 1897 (svedese: Svenska Mästerskapet i Fotbol 1897) è stato la 2ª edizione del torneo. 
È stata vinta dall'Örgryte, che ha battuto per uno a zero la propria squadra delle riserve.

## Partecipanti
| Club      | Città    | Stagione precedente |
| --------- | -------- | ------------------- |
| Örgryte 2 | Göteborg | Esordiente          |
| Örgryte   | Göteborg | Campione di Svezia  |

## Tabellino
| Göteborg 8 agosto 1897, ore CEST | Örgryte         | 1 – 0 | Örgryte 2 | Idrottsplatten (0 spett.)\| Arbitro: \| Wilhelm Friberg \| |
| Arbitro:                         | Wilhelm Friberg |       |           |                                                            |